# ヨルク・フォン・ヴァルテンブルク家

ヨルク・フォン・ヴァルテンブルク家の紋章

ヨルク・フォン・ヴァルテンブルク家（Yorck von Wartenburg）はポメレリアの貴族である。

## 歴史
同家の確実な家系 (de:Stammlinie) はローヴェ (Rowe) の牧師であり、ファスゴウ（Vasgow）の一部を領地としていたシンマーヴィッツ家出身のヨハン・ヤルケ・グストコウスキー（Johann Jarcke Gustkowski、1684年頃-1736年）に始まる。
フランスに対する第6次対仏大同盟戦争（1813年）の際、ヨルク中将が10月にナポレオンをエルベ川戦線後方のヴァルテンブルク (Wartenburg) へ後退させ、10月20日にウンシュトルート川の対岸へと撤退させることに成功した。
これを受けて、プロイセン国王フリードリヒ・ヴィルヘルム3世は1814年6月3日、彼を「フォン・ヴァルテンブルク」の家名とともに伯爵に叙した。

## 家領と叙爵
シュレージエンのラントクライス・オーラウ (de:Landkreis Ohlau) にある還俗した聖ヨハネ騎士団の騎士修道会管区 (de:Kommende) 、クライン＝エールス (Klein-Öls) は1814年以降、ヨルク・フォン・ヴァルテンブルク伯家の世襲財産 (de:Familienfideikommiss) とされた。プロイセン王フリードリヒ・ヴィルヘルム3世は、大将となっていたヨルクを元帥に昇進させると、同地を伯爵位とともに下賜したのである。
国王の証書は1814年6月3日付で発行されている。以後、クライン＝エールスの公園と城館は1945年までドイツの詩人、学者や芸術家が集う場となった。かつてクライン＝エールス城には15万冊の書籍を収蔵する世界的に有名な図書館があり、他にも銅版画や木版画の素晴らしい蒐集品を収めていた。

## 紋章
クォータリーを施され、インエスカッシャンとしてヤーマス、ヨーク家の紋章である銀の聖アンデレ十字をあしらい、向かって左上および右下に王冠を被る黒鷲（プロイセン王国の小紋章）を銀地に、向かって右上と左下に赤い実を付けた月桂冠に囲まれている剣を金地に配する。クラウンは9本の枝を持つ伯爵冠である。向かって右側のヘルメットには
黒と銀のマントを伴うプロイセンの鷲を、中央のヘルメットには青と銀のマントを伴う銀色のライオンの頭を、向かって左側のヘルメットには緑色と銀色のマントを伴う、月桂冠に囲まれた剣をクレストとしてあしらう。サポーターとして向かって右側に天然のライオンを、向かって左側に銀色のユニコーンを配する。
モットーは「Nec cupias nec metuas」（「欲せず、恐れることなかれ」）。

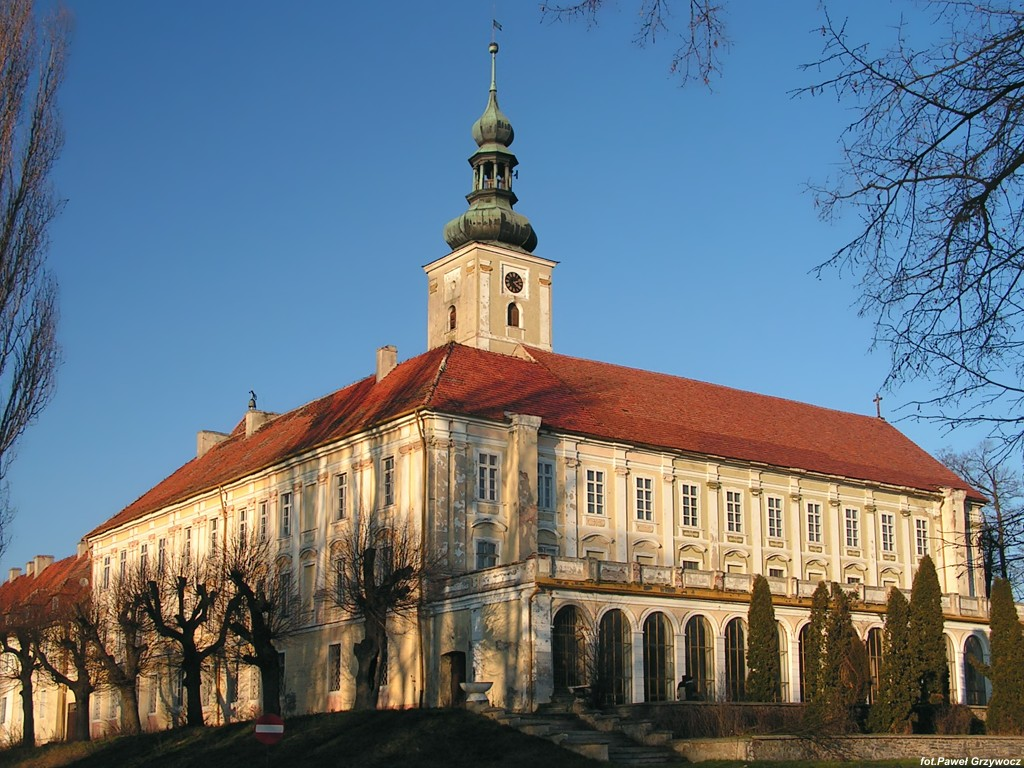
一族の本拠地であるクライン＝エールス城。セイヨウボダイジュを植えた西側の庭。

## 一族

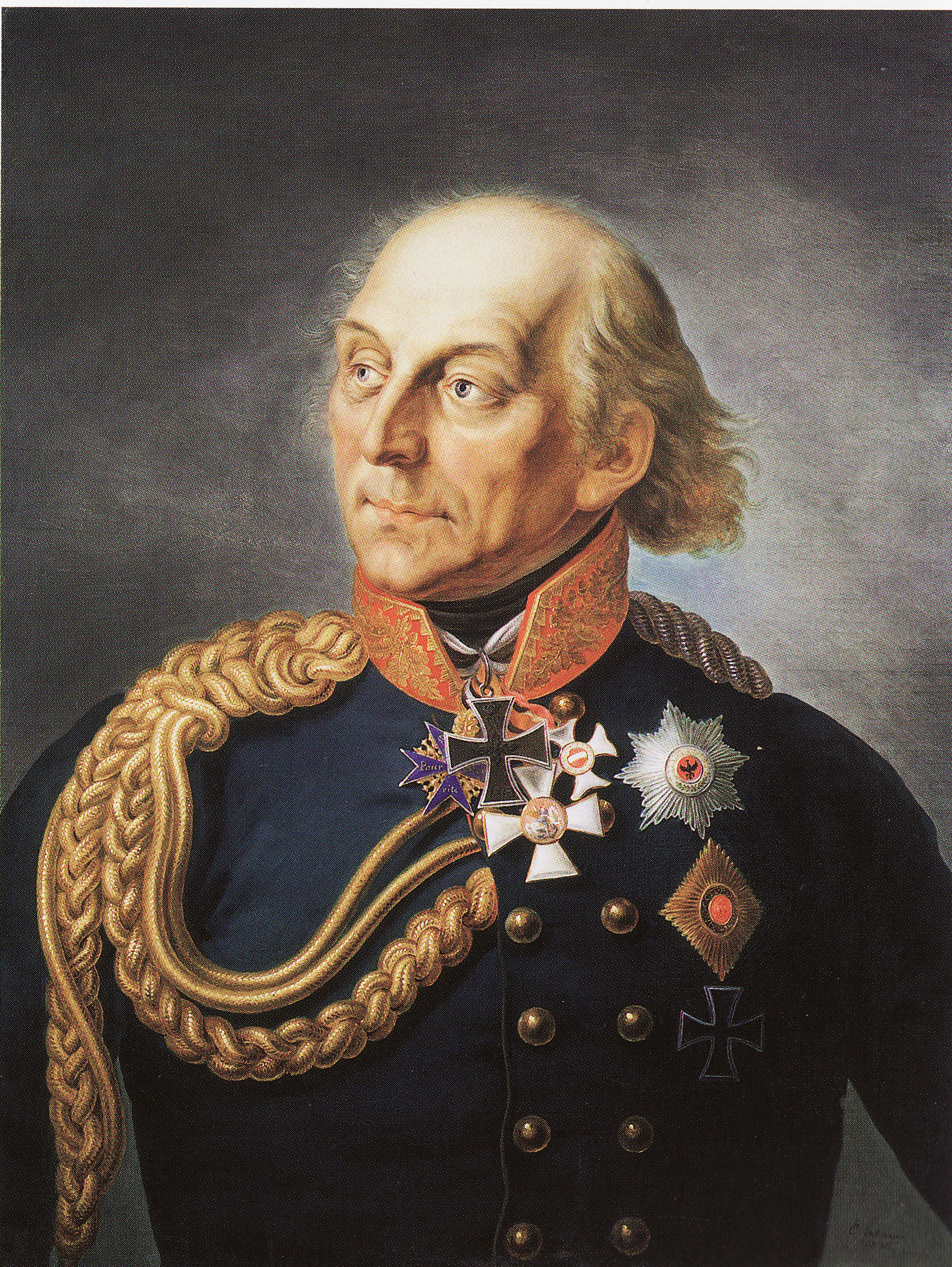
ルートヴィヒ・ヨルク・フォン・ヴァルテンブルク元帥伯爵（1729年–1817年）。初代のクライン＝エールス領主。
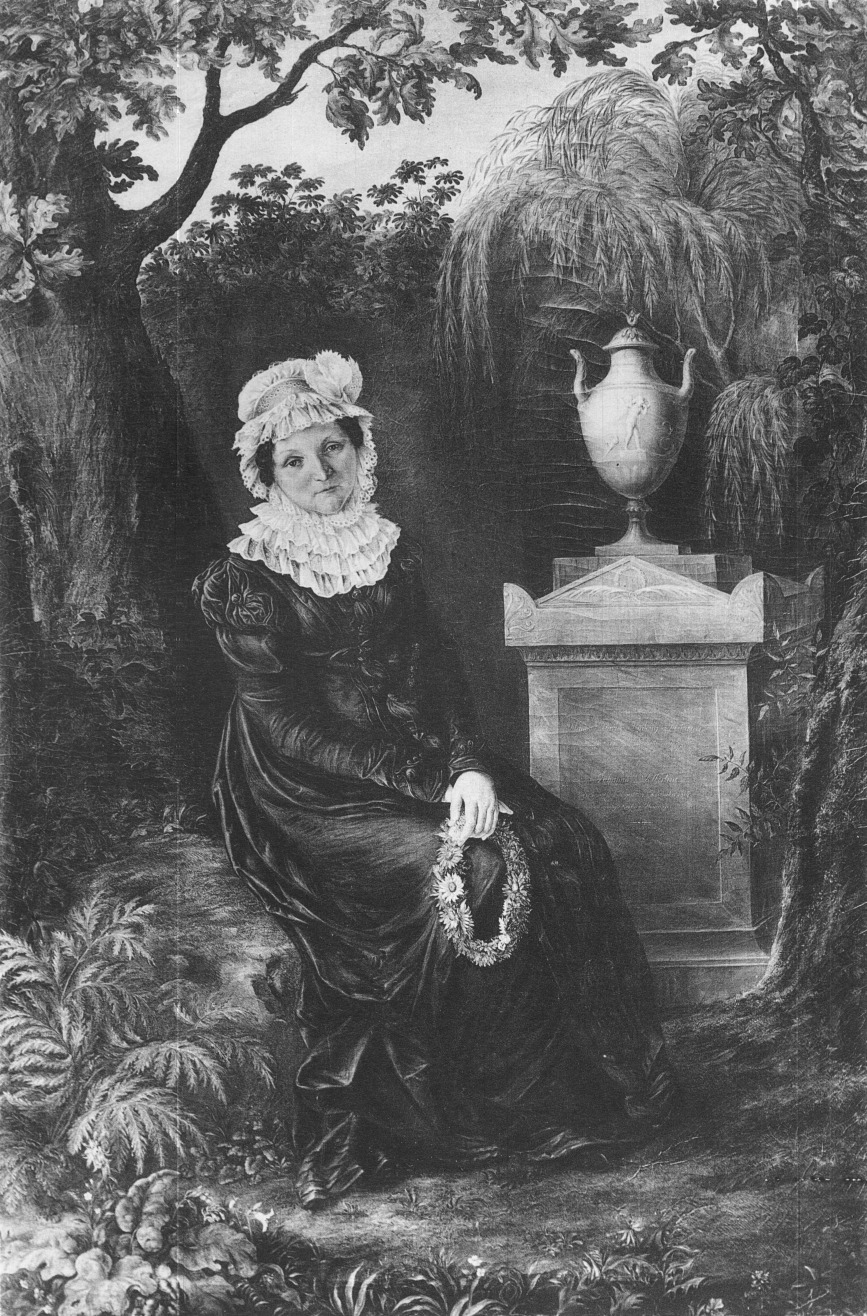
その妻、ヨルク伯妃ヨハンナ（1768年–1827年）。ザイデル家出身。
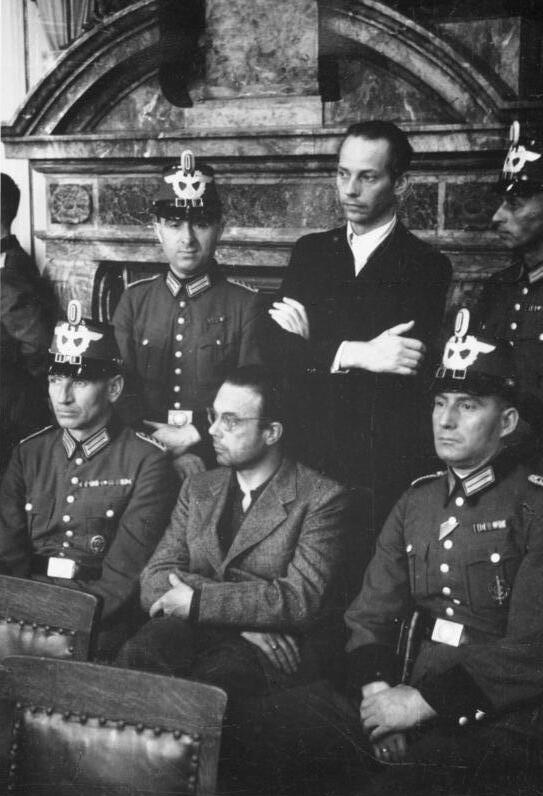
ペーター・ヨルク・フォン・ヴァルテンブルク伯爵（1904年–1944年）。

- アンナ・クリスティアーネ・フォン・ヨルク、（1729年–1817年）はノイシュテッティン (Neustettin) の靴職人の親方、クリストフ・エルプグート（1732年-1816年）と結婚した。

クライン＝エールスの家系
- ルートヴィヒ・ヨルク・フォン・ヴァルテンブルク伯爵（1759年–1830年）－プロイセン王国の元帥。初代クライン＝エールス領主。ヨハンナ・ヘンリエッテ・ザイデル（1768年-1827年）と結婚した。
- ハンス・ヨルク・フォン・ヴァルテンブルク伯爵（de:Hans Yorck von Wartenburg、1805年–1865年）－プロイセン貴族院 (Preußisches Herrenhaus) の議員。二代目のクライン＝エールス領主。1829年にヨハン・ゲオルク・エーミール・フォン・ブラウゼ (de:Johann Georg Emil von Brause) 少将の次女、ベルタ・フォン・ブラウゼ（de:Brause (Adelsgeschlecht)、1809年-1845年）と結婚した後、1849年にイグナーツ・フォン・オルファース (Ignaz von Olfers) の長女、ニーナ・フォン・オルファース（1824年-1901年）と再婚した。
- パウル・ヨルク・フォン・ヴァルテンブルク伯爵（Paul Yorck von Wartenburg、1835年–1897年)－哲学者。三代目のクライン＝エールス領主。作家エルンスト・フォン・ヴィルデンブルッフ (Ernst von Wildenbruch) の姉で外交官ルイ・フォン・ヴィルデンブルッフとエルネスティーネ・フォン・ヴィルデンブルッフ（de:Ernestine von Wildenbruch、旧姓ランゲン）の娘、ルイーゼ・ラヘル・フォン・ヴィルデンブルッフ（1838年-1918年）と結婚した。
- マクシミリアン・ヨルク・フォン・ヴァルテンブルク伯爵（de:Maximilian Yorck von Wartenburg、1850年–1900年）－ドイツ帝国の少将、歴史家。ヨゼフィーネ・フォン・ブロニコウスキー（1858年-1924年）と結婚した。
- ハインリヒ・ヨルク・フォン・ヴァルテンブルク伯爵（de:Heinrich Yorck von Wartenburg、1861年-1923年）－プロイセンの郡長、プロイセン貴族院の世襲議員、四代目のクライン＝エールス領主。ベルリヒンゲンのバロネス、ゾフィー（1872年-1945年）と結婚した。
- ベルタ・ヨルク・フォン・ヴァルテンブルク（1864年–1928年）－レオポルト・フォン・カルクロイト伯爵（Leopold von Kalckreuth、1855年-1928年）と結婚した。ヴォルフ・フォン・カルクロイト（de:Wolf von Kalckreuth、1855年-1906年）の母である。
- パウル・ヨルク・フォン・ヴァルテンブルク伯爵（de:Paul Yorck von Wartenburg、1902年–2002年－反ナチ運動の活動家、外交官。五代目のクライン＝エールス領主。 エルゼ・エッカースベルク（de:Else Eckersberg、1895年-1989年）と結婚した。
- ペーター・ヨルク・フォン・ヴァルテンブルク伯爵（1904年–1944年）－法律家、反ナチ運動の活動家。同じ活動に参加し、法律家でもあったマリオン・ヴィンター（de:Marion Winter、1904年-2007年）と結婚した。
- イレーネ・ヨルク・フォン・ヴァルテンブルク（de:Irene Yorck von Wartenburg、1913年–1950年）－医師。反ナチ運動のグループ、クライザウアー・クライス (Kreisauer Kreis) の一員であった。
- アレクサンダー・ヨルク・フォン・ヴァルテンブルク伯爵（de:Alexander York von Wartenburg、1927年-2012年）－ 外交官。

シュライプニッツの家系
- ヴォルフガンク・ヨルク・フォン・ヴァルテンブルク伯爵（de:Wolfgang Yorck von Wartenburg、1899年–1944年）－陸軍少佐、農場主、法律家。NSDAPの政治家。アンナ・フォン・ズィーファースと結婚した。

## 文献
- 系譜学的な貴族の便覧 (de:Genealogisches Handbuch des Adels) ,Adelslexikon Band XVIシリーズ第137巻, P. 438, シュタルケ出版社 (de:Starke Verlag) , Limburg (Lahn) 2005, ISSN 0435-2408
- A. v. Mülverstedt: Beitrag zur Beantwortung der Frage über das Vaterland der Familie des Preußischen Feldmarschalls Grafen York von Wartenburg. Neue Preußische Provinzialblätter Band 3 (Jahrgang 1853, Januar–Juni), P. 211-219 (オンライン版（ドイツ語）)